# Vouria Ghafouri
Vouria Ghafouri (ur. 20 września 1987 w Sanandadżu) – irański piłkarz występujący na pozycji obrońcy w drużynie Esteghlal Teheran.

## Kariera piłkarska
Ghafouri jest wychowankiem PAS Teheran. W 2007 roku został zawodnikiem PAS Hamedan. Występował w tym klubie 3 sezony, zaliczając 5 bramek w 82 meczach w Iran Pro League. W 2010 zdecydował się na przejście do Shahrdari Tabriz. Po spadku tej drużyny z Iran Pro League w 2012 roku, zdecydował się na przejście do stołecznego Naftu Teheran. Z tym klubem w irańskiej ekstraklasie zajął 5. i 3. miejsce w końcowej tabeli. Przez dwa sezony w Nafcie zaliczył 62 występy, w których zdobył 3 bramki. Po sezonie 2013/14, przeniósł się do Sepahanu Isfahan. W pierwszym sezonie w tym klubie zdobył wraz z nimi mistrzostwo Iranu, wyprzedzając ledwie o punkt Teraktor Sazi Tebriz i Naft Teheran. Sezon 2015/16 już nie był dla nich tak udany - zajęli 11. miejsce w tabeli. Po tym sezonie opuścił Sepahan i został zawodnikiem Esteghlal Teheran.

## Kariera reprezentacyjna
Ghafouri zadebiutował w reprezentacji Iranu 18 listopada 2014 roku w towarzyskim, wygranym 1:0, meczu z reprezentacji Korei Południowej. Ghafouri wszedł w tym meczu z ławki rezerwowych, zmieniając w 63. minucie Khosro Heydariego. Znalazł się w kadrze Iranu na Puchar Azji 2015, gdzie zagrał we wszystkich, czterech spotkaniach swojej drużyny.
Stan na 22 lipca 2018
| Reprezentacja | Rok     | Mecze | Bramki |
| ------------- | ------- | ----- | ------ |
| Iran          | 2014    | 1     | 0      |
| Iran          | 2015    | 12    | 0      |
| Iran          | 2017    | 5     | 0      |
| Iran          | 2018    | 3     | 0      |
| Ogólnie       | Ogólnie | 21    | 0      |

## Sukcesy

### Sepahan Isfahan
- Mistrzostwo Iranu: 2014/15